# Château du Cheylon
Le château du Cheylon est un château situé à 3,5 km au sud-ouest de Polignac, dans la Haute-Loire, en région Auvergne-Rhône-Alpes.

## Histoire
Le château détenu par les seigneurs de Ceyssac, est récupéré vers la fin du XIVe siècle par une de leurs descendantes : Jeanne de La Gorce épouse de Perceval Raybe, seigneur de Saint-Marcel-d'Urfé (Forez). Il est le seigneur du Cheylon en 1426. Le 23 janvier 1609, Claude Raybe donne la seigneurie à Hugues de Fillère, seigneur de Bornette.

## Description
Le château est en haut d'un piton rocailleux qui domine la rivière Borne. On peut voir aujourd'hui une tour d'une dizaine de mètres cachée par les arbres. Une porte située au 1er étage permettait l'accès à la tour. 
La visite est libre. Il faut pour accéder au château prendre le chemin de la Bornette, sur la route du Puy à Loudes après les maisons du Zouave.